# Rotmeer-Röhrenaal
Der Rotmeer-Röhrenaal (Gorgasia sillneri) ist ein Fisch aus der Gattung Gorgosia aus der Familie der Meeraale (Congridae).

## Äußere Erscheinung
Rotmeer-Röhrenaale haben einen spindelförmigen, aalartigen Körper von blassgrauer Färbung. Der Körper ist schuppenlos und von einer Schleimschicht bedeckt. Der Kopf ist kurz und leicht zugespitzt. Er ist mit opalisierenden Flecken bedeckt. Die Tiere erreichen eine maximale Länge von 83 cm. In der Regel werden sie jedoch nur 45 cm lang.

## Vorkommen und Lebensraum
Die Tiere kommen im Roten Meer bis einschließlich dem Golf von Akaba vor. Dort bewohnt der Rotmeer-Röhrenaal Sandflächen in Wassertiefen zwischen 5 und 100 m. Die Tiere leben in selbstgegrabenen Höhlen im Sand, deren Wände mit einem Sekret aus einer Drüse am Schwanz verklebt sind. Die Röhren sind senkrecht in den Sand gegraben und die Fische ragen aufrecht aus diesen Höhlen heraus. Rotmeer-Röhrenaale leben in Herden und legen die Höhlen dicht bei ihren Artgenossen an. Bei drohender Gefahr ziehen sich die Fische sofort in ihre Höhlen zurück.

## Ernährung
Rotmeer-Röhrenaale leben von Plankton, welches sie aufrecht aus ihren Höhlen hinausstehend mit wiegenden Kopfbewegungen fangen. Sie bewegen hierzu weniger als die Hälfte ihrer Körperlänge aus der Höhle.